# Rafel Vidaller Tricas
Rafel Vidaller Tricas (Salas Altas, Semontano de Balbastro, 1963) és mestre, llicenciat en antropologia i guàrdia forestal a l'Alt Gàllego. Vicepresident del Consello d'a Fabla Aragonesa, va ser membre de l'Acadèmia de l'Aragonès des del 2006 fins al 2010, és autor d'estudis i investigacions sobre el món i el lèxic d'animals i plantes en llengua aragonesa, autor de molts llibres i guies sobre naturalesa, ha publicat nombrosos articles: "Bellas superstizions y ritos de Salas Altas (Semontano Sobrarbe)" (1986), "Nomes d'animals en un estudio de o s. XVIII" (1994), "A Pastorada de Castigaleu" (1997), "Distribuzión y nomes populars d'espezies animals y bexetals: preba de relazions" (1999), "Encuestas de lecsico bexetal en Salas Altas (Semontano Sobrarbe)" (2000), "Onomatopeyas e atros sonius en aragonés" (2001), "Bels toponimos de a Bal de Castanesa" (2003), "Encuestas de lesico bechetal e animal en Botaya" (2004), "O mundo bechetal en aragonés: tacsonimia" (2005) o "O lessico d'o mundo natural en o sieglo XV" (2008-2009).
El 1985 obtingué un accèssit al Premi Internacional per a Joves Investigadors de la Naturalesa convocat pel ministeri de Cultura d'Espanya i el Premi de Relats Luis del Val en 2015 amb el relat "Nogueras Negras". El 2021 va rebre la cinquena edició del Premi Pedro Lafuente en aragonès en categoria “Narrazió Curta”, concedit per l'Ajuntament d'Osca per l'obra Arbolera.

## Obres
- 1984: Dizionario sobre espezies animals y bexetals en o bocabulario altoaragonés.
- 1987: Los árboles del Alto Aragón.
- 1996: Bocabulario aragonés d'abes d'Uropa.
- 1997: Guía del Valle de Tena.
- 1998: Valles de Echo, Ansó y Canfranc.
- 2002: Guía del Valle de Benasque.
- 2003: Benasque para familias.
- 2004: Guía de árboles y arbustos. Pirineo Aragonés.
- 2004: Libro d'as matas y os animals. Dizionario Aragonés d'Espezies Animals y Bechetals.
- 2006:  Parque Natural Posets-Maladeta.
- 2011: Libro de Marco Polo de Johan Ferrández de Heredia (Ed. lit.).
- 2017: Fendo l'onso. Asayos de Antropolochia Zoolochica.
- 2020: Alicas de Gaunilón.